# 丸川珠代
丸川 珠代（まるかわ たまよ、本名：大塚 珠代〈旧姓：丸川〉、1971年〈昭和46年〉1月19日 - ）は、日本の政治家、元テレビ朝日アナウンサー。
参議院議員（3期）、菅義偉内閣で内閣府特命担当大臣（男女共同参画）兼国務大臣（東京オリンピック・パラリンピック競技大会担当）、第3次安倍第2次改造内閣で国務大臣（東京オリンピック・パラリンピック競技大会担当）、第3次安倍第1次改造内閣で環境大臣（第22代）及び内閣府特命担当大臣（原子力防災）を務めたほか、厚生労働大臣政務官（第2次安倍内閣）、参議院厚生労働委員長、自由民主党広報本部長、参議院北朝鮮による拉致問題等に関する特別委員長等を歴任。
2024年10月の第50回衆議院議員総選挙に参議院から鞍替えして立候補したが、夫の大塚拓（埼玉9区）とともに落選した。

## 来歴
兵庫県神戸市生まれ（現住所は東京都品川区東五反田5丁目）。神戸大学教育学部附属住吉小学校、神戸大学教育学部附属住吉中学校、大阪教育大学教育学部附属高等学校池田校舎卒業。1993年3月、東京大学経済学部経営学科卒業。同年4月、テレビ朝日に入社し、同局アナウンサー。2003年6月から2004年5月まで、ニューヨーク支局に駐在していた。

### 2007年参議院議員選挙
2007年、勉強会で知り合った安倍晋三首相の意向により、第21回参議院議員通常選挙の自民党候補者の名に上がる。朝日新聞は5月16日の朝刊で、自民党が参院選東京都選挙区（改選数5、当時）に向け、現職の保坂三蔵に続く2人目の公認候補として丸川を「擁立する」と報じた。同日午前10時半頃、丸川は首相官邸に呼ばれ、安倍首相から改めて出馬要請を受けた。同日付でテレビ朝日を依願退職。5月22日、自民党本部で会見。「この国に生まれてよかった。日本人の美徳を守り続けていかねばいけない」と述べ、正式に出馬表明した。
同年7月12日、参院選が公示される。選挙戦では平沢勝栄衆議院議員が選挙対策本部長に就任し、幸福の科学から支援を受けた。東京都選出の党所属の国会議員、都議、区議のほとんどは保坂三蔵の陣営についた。7月16日、新宿区役所に期日前投票に行ったところ、転入後3か月未満で選挙権がなく、投票できなかった。また、安倍首相と多摩川にゴミ拾いに行くと肝心のゴミがなかったことなどが報じられた。しかし選挙ポスターの標語である「日本人でよかった」を街頭演説で涙ながらに語り、男性や若年層の人気を獲得。投開票日の7月29日、得票数4位で初当選した。新人の丸川が当選した一方、3選を目指した党公認の保坂三蔵が次点で落選したため、当選後の恒例である万歳三唱を省略した。
当選後の2007年7月、自由民主党女性局長に就任。2008年6月16日、明治神宮で、同じ自民党に所属する大塚拓衆議院議員と挙式した。6月20日、夫婦揃って清和政策研究会に入会した。
2012年12月の第46回衆議院議員総選挙後に発足した第2次安倍内閣で厚生労働大臣政務官に任命された。
2013年の第23回参議院議員通常選挙では、公明党代表の山口那津男を上回る得票数トップで再選された。2014年9月、参議院厚生労働委員長に就任。
2015年、第3次安倍第1次改造内閣で環境大臣兼内閣府特命担当大臣（原子力防災）に任命され、初入閣した。
2016年8月、内閣改造により環境相・原子力防災担当相を退任し、第3次安倍第2次改造内閣では東京オリンピック競技大会・東京パラリンピック競技大会担当国務大臣に横滑りした。2017年8月、退任。
2019年、改選数が6に増えた参院選東京都選挙区でトップで3期目の当選を果たした。
2020年9月、菅義偉新総裁の下で自由民主党広報本部長に就任。

### 五輪相に再任

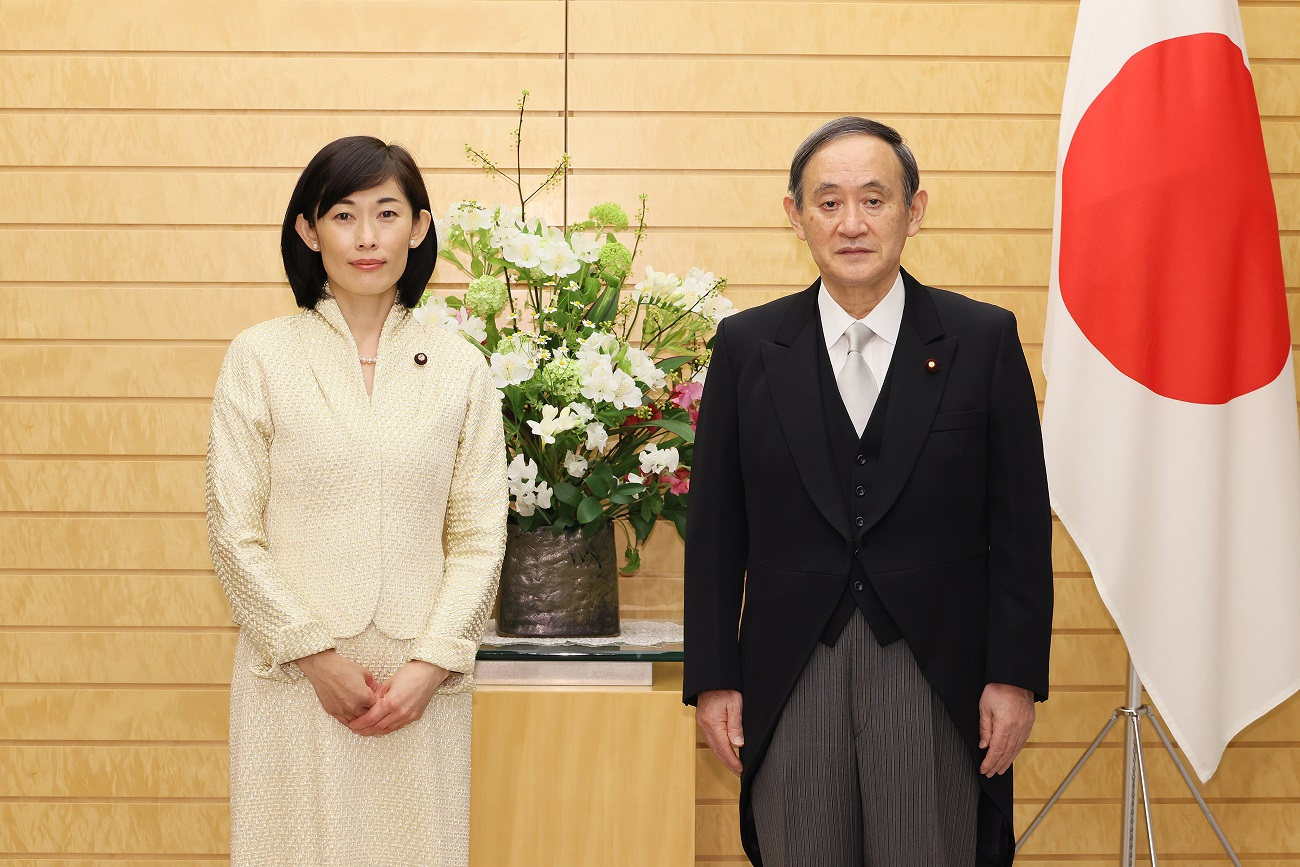
五輪相就任時に内閣総理大臣菅義偉と

2021年2月3日、東京オリンピック・パラリンピック組織委員会会長の森喜朗がJOCの臨時評議員会で女性を蔑視する発言をした。国内外から批判を受けた森は2月12日に辞任。2月18日、橋本聖子は内閣府特命担当大臣（男女共同参画）兼国務大臣（東京オリンピック・パラリンピック競技大会担当）を辞職し、組織委員会会長に就任。同日、丸川が五輪相に再び就任した。
同年4月9日、丸川は男女共同参画担当相として、棚村政行教授らと会い、法曹関係者ら1094人が名前を連ねる選択的夫婦別姓制度の早期実現を求める共同声明を受け取った。丸川は同年1月30日、国会議員有志の連名で、党所属の都道府県議会議長宛てに、選択的夫婦別姓の導入に賛同する意見書を採択しないよう求める文書を郵送しており、制度導入に反対の立場であったが、棚村らに「これまでにないほど、自民党での議論も活発化している」と述べた。
同年4月19日、斉木武志衆議院議員が衆議院決算行政監視委員会で、組織委員会が企業に業務委託する際の人件費に関する調査結果を報告。斉木が「組織委員会は95％も中抜きして人材派遣会社に委託している」疑いがあると丸川に質問すると、丸川は「守秘義務で見せてもらえない資料がある」と述べ、担当閣僚でさえ詳細を把握できていない実態が明らかになった。
同年4月27日、閣議後の記者会見で、東京オリンピックの医療体制について「医療の現場を預かるのは東京都。こうしたい、ああしたいという声は何も届いてこない」「東京都の考えがまったく聞こえてこないので、非常に懸念している」と述べ、東京都を批判した。同日、小池百合子都知事は「実務的には詰めている。よく聞いていただきたい」と丸川に反論した。
同年5月11日、閣議後に記者会見を開催。オリンピック開催の意義を問われ、「このコロナ禍で分断された人々の間に絆を取り戻す大きな意義があると考えている。コロナ禍において東京大会は世界中の人が新たな光を見いだすきっかけになると考えている」と述べた。同日の東京の新型コロナウイルスの新規感染者数は925人と高止まりが続き、大阪府の死亡者数は過去最多となる55人を記録。そのような状況下で精神論に終始する丸川の回答に、「戦時中と同じ」などと批判の声が上がった。5月13日、丸川は参議院内閣委員会で、オリンピックのコロナ対策として、選手や大会関係者に求められる行動管理や感染予防策の実効性を高めるため、「監視員」を置くことを明らかにした。5月14日、閣議後の記者会見で、「監視員」は組織委員会の職員の協力を仰ぐことを明らかにした。
同年6月2日、政府の新型コロナウイルス感染症対策分科会の尾身茂会長は衆議院厚生労働委員会に出席し、オリンピック開催について、「今の状況で普通は（開催は）ない」「こういう状況の中でいったい何のためにやるのか目的が明らかになっていない」と述べた。6月4日、丸川は閣議後の会見で尾身の発言に反論。「我々はスポーツの持つ力を信じてやってきた。別の地平から見てきた言葉をそのまま言っても、なかなか通じづらいというのが私の実感だ」と見解を述べた。
同年6月21日、五輪組織委員会の橋本聖子会長は、観客に対する会場での酒類の販売や提供を検討していることを明らかにした。翌6月22日、丸川は閣議後の記者会見で「大会の性質上、ステークホルダー（利害関係者）の存在があるので、組織委員会としては、そのことを念頭に検討すると思うが、大声を出さない、拍手だけで応援するという観戦スタイルがしっかり貫かれるような形で検討してほしい」と述べた。会場内では、1業種1社のスポンサー契約を結んでいるアサヒビールがビールなどを独占販売できることになっており、丸川は同社の権益に配慮した発言を行った。同日、東京新聞はアサヒビールに取材。同社は「正式発表があったわけではないので、コメントする立場にない」と答えた。 同日、五輪組織委員会は一転して、会場での酒類の販売を見送る方針を固めた。
同年6月24日、宮内庁の西村泰彦長官は定例記者会見で「天皇陛下は現下の新型コロナウイルス感染症の感染状況を大変心配されている。国民に不安の声がある中で、開催が感染拡大につながらないか、懸念されていると拝察している」と述べた。翌6月25日、丸川は閣議後の記者会見で「長官ご自身の考えを述べられたものと承知している」との見解を示した。
同年6月26日、五輪組織委員会は大会ボランティア約7万人全員について、ワクチン接種の見通しが立ったと発表した。1回目の接種は6月30日～7月3日に行い、2回目は7月31日～8月11日に行われるとされる。6月29日、丸川は閣議後に記者会見を開催。ボランティア7万人接種について、記者から「2回目の接種が大会開始までに間に合わないのでは」と問われると、「そもそもワクチン接種を前提としないで大会準備を進めている」と回答。さらに「1回目の接種でまず一時的な免疫をつけていただきたい」と述べた。6月20日に1回目のワクチン接種を受けていたにもかかわらず、28日に新型コロナ陽性が判明した額賀福志郎衆議院議員などの例があることから、丸川の発言に対し「人命軽視」「非科学的」「一時的な免疫とはどういうことか」などの批判が殺到した。同日夕方、内閣官房は、「一時的」は「一次的」の意味だったという趣旨の説明を行った。
厚生労働省のホームページには、モデルナ社のワクチンもファイザー社のワクチンも「2回の接種が必要」と明記されており、1回目の接種で「一次的免疫」ができるなどという記述はどこにもない。また、東北大学病院感染管理室の徳田浩一室長も「そういう用語を、私は聞いたことがない」と発言。「一次的免疫」が丸川の造語であることが明らかとされるとともに、長崎大学感染症共同研究拠点の安田二朗教授から「6月中旬から始めていれば、開幕までに2回打って、免疫もできたはずだ」と批判の声が上がった。
同年7月14日、組織委員会は、オリンピック・パラリンピックの開会式と閉会式の「式典コンセプト」を発表。開会式の作曲担当者は小山田圭吾、徳澤青弦、原摩利彦、景井雅之の4名とされた。翌7月15日に各メディアで報じられると、『ROCKIN'ON JAPAN』1994年1月号と1995年7月1日発売の『クイック・ジャパン』第3号における小山田のインタビュー内容がインターネット上で拡散される。小山田は小学生時代から多年にわたり障害者の児童生徒に対していじめ、虐待、暴行を行ったと告白しており、批判が相次いだ。7月16日、丸川は閣議後の記者会見で「人選がふさわしかったのか」と質問を受けると、「まだ報道を確認していないので、報道を確認させていただきたい」と答えた。17日から18日にかけて、『オブザーバー』やAP通信など多くの海外メディアが小山田の発言を詳細に報じ、19日、小山田は官邸が主導する形で、辞任に追い込まれた。
同年7月30日、首相官邸で午前10時に始まった閣議に5分ほど遅刻した。閣議は7分遅れで始まった。丸川は閣議後の記者会見で遅刻の理由を問われ、「高速の入り口がオリンピック対応で封鎖され、途中、渋滞していた。さらにもう1カ所の入り口を目指したが、そこも封鎖されていて遅れた」と説明した。首都高速道路は東京五輪の開催に伴い、この日の午前、30カ所以上の首都高の入り口を閉鎖していた。
同年8月10日の閣議後の記者会見で、国際オリンピック委員会（IOC）のトーマス・バッハ会長が8月9日に東京・銀座を訪れたことについて、丸川は「不要不急かどうかは本人が判断すべきだ」と述べた。東京都では7月12日から8月22日まで緊急事態宣言が発令されており、8月5日には東京都で過去最多となる5042人が新型コロナウイルスに感染していることが確認されており、新型コロナウイルスの感染対策をまとめた規則集「プレーブック」では選手や大会関係者が観光することを禁止していた状況下でのトーマス・バッハ会長の銀座観光だった。
同年8月16日、政府、東京都、大会組織委員会、国際パラリンピック委員会（IPC）の4者協議が行われ、パラリンピックは原則無観客での開催が決まった。丸川は協議後の記者会見でワクチンの接種率について問われた際、「把握していない」と回答した。

### 衆議院へ鞍替え、裏金問題
2023年4月7日、自民党は丸川を衆議院の新東京7区（港区、渋谷区）の選挙区支部長予定者とすることを決めた。
2024年2月13日、自民党は、自民党5派閥が開いた政治資金パーティーをめぐる問題で、党所属のすぺての国会議員らを対象に実施したアンケートの集計結果を公表した。丸川はノルマの超過分に対する清和政策研究会（安倍派）からのキックバックとして、2018年から2022年にかけての5年間で計822万円を裏金にしていたことが明らかとなった。 丸川を含む関係議員73人は全員、政治倫理審査会への出席を拒否し、6月23日に通常国会は閉会した。
同年10月9日、自民党は衆議院議員選挙（10月27日執行）の第1次公認候補として、小選挙区265人、比例代表14人の計279人の擁立を発表した。丸川の東京7区公認が決定した。裏金議員の比例重複を禁じた対象となり、比例代表への重複立候補は認められなかった。同月15日、衆院選への立候補に伴い参議院議員を自動失職した。東京7区には丸川のほか、立憲民主党の松尾明弘、旧東京1区から国替えした日本維新の会現職の小野泰輔、参政党公認の石川友梨香など計4人が立候補した。
同年10月16日、安倍昭恵が渋谷の街頭演説に駆け付けた。丸川は「安倍先生がいないことが悲しい」と涙を流し、「小選挙区一本です。どうかお助けください」と訴えた。演説後に安倍昭恵と丸川は2人で抱き合った。10月17日に読売新聞が序盤情勢を発表し、「松尾と丸川、小野が三つどもえの戦い」と報じた。自民党は裏金問題や統一教会問題、10月23日に発覚した非公認候補への2000万円支給問題などで逆風が吹き荒れた。丸川陣営においては同月25日夜、公選法164条の6が禁止する時間帯に「標旗」を掲げ、街頭演説を実施し「腕章」をつけたスタッフによるビラ配布を行った現場が日刊ゲンダイによって撮影された。前述の涙ながらの「お助けください」の言葉に対しては、かつて国会で「愚か者めが」をやじを発し「この愚か者めが」と書かれたTシャツを販売して話題になったことをもじり、インターネットで「国民が困ってても助けないくせに。愚か者めが」と批難する声が続出した。
同年10月27日、投票締め切りの20時直後、NHKの開票速報が始まると、最初に当選確実が報じられたのは松尾だった。松尾の当選に伴い、比例重複が認められなかった丸川は落選が決まった。裏金事件に関係した候補者は18勝28敗だった。丸川を支援した自民党区議の一人は選挙戦を振り返り、「本来なら負ける可能性はなかった。2000万円にトドメを刺されたような感じ」と述べた。

## 政策・主張

### 憲法
- 憲法改正について、2024年のNHKのアンケートで「賛成」と回答[83]。
- 9条への自衛隊の明記について、2024年のNHKのアンケートで「賛成」と回答[83]。
- 憲法を改正し緊急事態条項を設けることについて、2024年のNHKのアンケートで「賛成」と回答[83]。
- 集団的自衛権の行使を禁じた内閣法制局の憲法解釈の見直しについて、2013年の毎日新聞社のアンケートで「賛成」と回答[84]。

### 外交・安全保障
- 日本の核武装について、2013年の毎日新聞社のアンケートで「今後の国際情勢によっては検討すべき」と回答[84]。
- 日米安保体制はもっと強化すべきであるとする[85]。
- 沖縄県宜野湾市の米軍普天間飛行場について、2013年の毎日新聞社のアンケートで「名護市辺野古へ移設すべき」と回答[84]。

### ジェンダー
- 選択的夫婦別姓制度の導入について、2024年のNHKのアンケートで回答しなかった[83]。
- 同性婚を可能とする法改正について、2024年のNHKのアンケートで回答しなかった[83]。
- クオータ制の導入について、2024年のNHKのアンケートで「賛成」と回答[83]。
- 丸川は結婚後の姓である「大塚」ではなく、旧姓の「丸川」を用いて公務を行っているが[2]、2021年1月30日、自民党国会議員有志とともに、47都道府県議会議長のうち同党所属の約40人に、選択的夫婦別姓の導入に賛同する意見書を採択しないよう求める文書を郵送した。一部の地方議員や市民団体は、地方議会の独立性を脅かす行為だとして丸川らを批判した[25][86][87][88][89]。
- 2021年2月18日、丸川は橋本聖子の後任として、東京五輪大臣と男女共同参画担当大臣に就任。2月24日、上記文書を郵送した経緯を記者から問われると「私個人の信念だ」と説明した。オリンピックはその憲章においてジェンダー平等をうたっており、そのため丸川は同日の衆議院内閣委員会で野党議員から、個人の信念と閣僚としての職責の矛盾を追及された。丸川は「国民が深い議論をするような環境を後押ししていくことが、私の役目だ」と答弁した[90][91]。
- 2021年3月19日、加藤勝信官房長官は記者会見で「LGBTの人々は社会生活のさまざまな場面で課題が生じている」と指摘し、その上で「各府省庁が責任を持って協力・連携して進めていくことが重要だ」と述べたが、丸川珠代男女共同参画担当相は同日の閣議後会見で、同性婚を認めないのは憲法に反するとの札幌地裁の判断について問われ、「LGBTに対する差別は私の所管ではない。厚生労働省だと聞いている」と、加藤の会見と矛盾する内容を述べた[92]。なお、丸川は国務大臣（東京オリンピック・パラリンピック競技大会担当）も兼任しているが、オリンピック憲章ではLGBT差別が禁じられており[93]、2018年10月には東京都が「東京都オリンピック憲章にうたわれる人権尊重の理念の実現を目指す条例」を議会にて可決施行し、LGBTQの人たちへの差別を禁止した状況下での発言であった[94]。

### その他
- 首相や閣僚の靖国神社への参拝に賛成[84]。
- 村山談話、河野談話の見直しについて、見直すべきか否かは「分からない」としている[84]。
- 企業側が金銭を払えば労働者を解雇しやすくする、解雇規制の緩和に反対[84]。
- 死刑制度に賛成[84]。
- 女性天皇、女系天皇、女性宮家の創設などについてはすべて「反対」[85]。

## 人物
- クイズプレゼンバラエティー Qさま!!（2007年5月21日放送）では丸川も出演者の一人だったが、参院選出馬が報じられた後だったため、オンエアでは丸川が映っているシーンはカットされていた[95]。
- 丸川を含む参議院自民党の議員の議会におけるヤジがたびたびメディアで報じられ、伊吹文明から苦言を呈された[96]。
- 2010年3月25日、参議院厚生労働委員会で民主党の鳩山由紀夫内閣の主導により平成二十二年度等における子ども手当の支給に関する法律（子ども手当法）案が強行採決された際、厚生労働委員長の柳田稔に対し「この愚か者めが！」「このくだらん選択をしたばか者どもを絶対忘れん！」と委員会室でやじを飛ばした[78][97]。自民党は同年5月20日、「この愚か者めが」をデザインしたTシャツを発売した[79]。安倍晋三は、丸川が再選を目指した2013年の参院選の公示日に「『この愚か者めが！』『ルーピー！』発言で注目を浴びた丸川珠代さん、出陣です」とツイートした[98]。2023年1月、採決当時、厚労相であった長妻昭が少子化対策について質疑を行った際、丸川の発言を批判し、総理大臣の岸田文雄は「議論を行う際の態度、発言等において、節度を超えていたのではないか。こういったご指摘については、謙虚に受け止め、反省すべきものは反省しなければならない」と答弁した。その後、丸川は「ヤジについては、総理のご発言を真摯に受け止め、反省すべきは反省したい」と述べた[99]。
- 2010年5月21日、民主党政権下で野党議員として参議院本会議において鳩山由紀夫内閣総理大臣（当時）に対して「ルーピー」と野次を飛ばした[100]。
  - 鳩山は2021年4月28日にtwitterで「丸川五輪相、組織委員会が看護師５百人の確保を要請したことに、他人事のような返答をされましたね。コロナで看護師不足が深刻な状況で五輪に回せる訳がないのではないですか」と批判し、「五輪か人の命かどちらが優先か、ルーピーでないならお分かりでしょう」と皮肉った[101]。
- 参院議員在職中の2012年6月26日に第1子の長男を出産した[102]。
- 自民党は2014年から「120万党員獲得運動」を始め、所属全議員に新規と継続を合わせた党員を1千人以上集めるよう指示し、達成しなければ不足1人につき2千円の罰金を命じていたが、丸川は2016年2人の獲得に留まった[103]。

- 2017年2月、第2代サイバーセキュリティ担当大臣（サイバーセキュリティ戦略本部に関する事務を担当する国務大臣）在任中に自身の公式サイトが改竄される被害を受けた[104]。

## 不祥事

### 投票権がないままだった
2007年7月16日、期日前投票をするために新宿区役所を訪れたが、丸川は選挙人名簿に登録されておらず、同区における選挙権を有していなかった。さらに、2004年にアメリカ合衆国から帰国して以来、6回の国政・地方選挙でまったく投票に行っていなかった。さらに住民税の未納疑惑も取り沙汰されたが、丸川事務所によれば給与支払者（テレビ朝日）から特別徴収はされており、居住の実態があるため、住民税は新宿区に納付されていた。

### 人材派遣会社広告記事への登場
2013年2月25日付の日本経済新聞に掲載された人材派遣会社ヒューマントラストの広告に、厚生労働大臣政務官在任中ながら登場した（広告の内容は丸川・阪本美貴子ヒューマントラスト社長の対談）。その広告において「日雇い派遣の原則禁止は見直すべき」と発言し、3月15日の衆議院厚生労働委員会で「見直しは省の見解」と答弁したが、禁止規定自体が2012年10月に労働者派遣事業の適正な運営の確保及び派遣労働者の就業条件の整備等に関する法律で施行されたばかりであり、厚労省内でも具体的な検討はなされていなかった。丸川のこれらの発言に対し、民主党議員が「厚生労働省の公式見解か」「自民党も禁止に賛成したのにおかしい」と追及し、丸川も「個人的見解。議論をしてほしいというのが厚労省としての見解」と述べ、発言を事実上撤回した。3月28日の参議院厚生労働委員会で、「以後は誤解を招くことのないようにしたい」「派遣労働者に失礼に当たる点があると認識している」と陳謝した。この問題を受け、厚生労働委員会は理事会で、丸川に答弁をさせない「謹慎扱い」を全会一致で決定した。6月25日、参議院　厚生労働委員会民主・社民・みんな3党が提出した丸川政務官に対する問責決議が、日本共産党も加わった4党の賛成により全会一致（自由民主党及び公明党は欠席）により可決された。

### 福島第一原発事故後の除染等の長期目標に関する失言
環境相在任中の2016年2月7日、長野県松本市で行った講演において、東京電力福島第一原発事故後に当時の細野豪志環境大臣の下で定められた除染の長期目標について、「『反放射能派』と言うと変ですが、どれだけ（線量を）下げても心配だという人は世の中にいる。そういう人たちが騒いだ中で、何の科学的根拠もなく時の環境相が決めた」と発言した。
この発言は、原発事故が発生した当時の内閣官房長官だった枝野幸男や、福島4区選出の衆議院議員である小熊慎司、南相馬市長の桜井勝延らの批判を受け、衆議院予算委員会で当の細野豪志から追及を受けた際は発言の撤回を拒否していた が、2月12日に開いた緊急の記者会見で「（原発事故被災者に）心からおわび申し上げる」と述べ、撤回した。発言は撤回する一方で、「福島のみなさまの思いに応えることが大事だ。引き続き職責を果たしてまいりたい」と述べ、閣僚辞任は否定した。なお除染等の長期目標である「年間1mSv以下」の数値は、人工放射線による一般人の年間追加被曝限度を「1mSv/年」とした国際放射線防護委員会（ICRP）の勧告に基づいて定められたものである。

### 事実誤認発言
2015年7月13日放映の自民党のネット番組「カフェスタ」に丸川は安倍首相とともに出演。丸川は「忘れてならないといえば、あの世界一周の旅行のピースボート。あのピースボートに乗っていたのは、民主党の辻元清美議員でございますが、あのピースボートは、海賊が出る海域を通るときにたしか、自衛隊に護衛してくれって頼んで、自衛隊に守ってもらったんですよね」と発言。これを受けて安倍も「海賊対処のための法案を出したときも、民主党は反対でした。しかし実際にいざ危なくなると、助けてくれと、こういうことなんだろうなと思いますね」と述べた。
辻元清美は丸川の発言に対し「乗船もしていないし、指示もしていない」と抗議。7月14日、丸川は辻元を訪ね、直接謝罪した。自民党の馳浩広報本部長も7月15日までに詫び状を提出。「カフェスタ」の丸川・安倍出演の回は同日までに削除された。

### 国会中に居眠り
2022年1月の参院本会議の最中に居眠りをしていたことが、FNNプライムオンラインで報道された。同年11月にもFLASHが参院本会議の最中の居眠りを報じた。

### 政治資金パーティー収入の裏金問題
2023年12月1日、朝日新聞が、自民党5派閥が開いた政治資金パーティーをめぐる問題で、安倍派が、所属議員が販売ノルマを超えて集めた分の収入を裏金として議員側にキックバックする運用を組織的に続けてきた疑いがあるとスクープした。安倍派は2018～2022年に毎年1回パーティーを開き、計6億5884万円の収入を政治資金収支報告書に記載している。一方、収入・支出のいずれにも記載していない裏金の総額は直近5年間で1億円を超えるとされ（のちに5億円に修正）、共同通信は「実際のパーティー収入は少なくとも8億円前後に膨らむ可能性がある」と報じた。清和政策研究会の政治資金収支報告書の記載内容は下記のとおり。
| 年月日        | パーティー名                 | 会場               | 収入        | 購入者数 | 出典  |
| ------------- | ---------------------------- | ------------------ | ----------- | -------- | ----- |
| 2018年5月22日 | 清和政策研究会との懇親の集い | 東京プリンスホテル | 2億802万円  | 7,021人  | [126] |
| 2019年5月21日 | 清和政策研究会との懇親の集い | 東京プリンスホテル | 1億5338万円 | 5,177人  | [127] |
| 2020年9月28日 | 清和政策研究会との懇親の集い | 東京プリンスホテル | 1億262万円  | 3,464人  | [128] |
| 2021年12月6日 | 清和政策研究会との懇親の集い | 東京プリンスホテル | 1億2万円    | 3,376人  | [129] |
| 2022年5月17日 | 清和政策研究会との懇親の集い | 東京プリンスホテル | 9480万円    | 3,200人  | [121] |
| （合計）      |                              |                    | 6億5884万円 |          |       |
パーティー券は通常1枚2万円であるため、販売枚数が推計できるが、枚数に対する購入者の比率は2018年から2022年にかけてすべて「0.675」で統一されている。日本大学名誉教授の岩井奉信は「絶対にあり得ない」とし、安倍派は政治資金収支報告書に架空の購入者数を記入したとみられる。
同年12月22日、安倍派においては、議員側の「中抜き」を含む3つのパターンで裏金づくりを行っていたことが関係者の証言により明らかとなった。12月25日、安倍派では少なくとも参議院議員選挙があった2019年と2022年に開いたパーティーについて、改選となる参議院議員に販売ノルマを設けず、集めた収入を全額キックバックしていたことが報道により明らかとなった。
2024年1月12日、丸川が直近5年間でパーティー券の販売ノルマを超えて集めた分700万円を「中抜き」し、派閥側に納入しなかったことが明らかとされた。ネット上では「丸川珠代」などの関連ワードがトレンド入りし、丸川が2010年に国会で発した「この愚か者めが」の言葉がX（旧ツイッター）にあふれた。
2024年2月1日、丸川は自身の政治団体の政治資金収支報告書に2018年から5年間で計822万円の不記載があったと明らかにした。自民党本部で記者団に「派閥からノルマ超過分は持ってこなくていいと言われた。資金は（自分の）口座で管理していた」と述べた。離党や議員辞職は否定した。
同年2月13日、自民党は、党所属のすぺての国会議員らを対象に実施したアンケートの集計結果を公表した。丸川はノルマの超過分に対する安倍派からのキックバックとして、2018年から2022年にかけての5年間で計822万円を裏金にしていたことが明らかとなった。
同年4月4日、自民党は党紀委員会を開き、丸川を戒告とするなど安倍派と二階派の議員ら計39人の処分を決定した。
同年5月14日、衆議院政治倫理審査会は、裏金事件に関与しながら同審査会で弁明していない自民党議員44人に出席と説明を求める野党の申立てを全会一致で可決した。同月17日、参議院政治倫理審査会も同様に、弁明していない議員29人に出席と説明を求める申立てを全会一致で可決した。丸川を含む関係議員73人は全員出席を拒否し、6月23日に通常国会は閉会した。
同年8月29日、東京地検特捜部は丸川を嫌疑不十分で不起訴処分とした。
同年10月15日、毎日新聞は丸川がミニ集会などで「不透明な資金の流れに気づくことができなかった。反省している」と説明していたことを報じた。しかし、丸川は2月1日に「派閥からノルマ超過分は持ってこなくていいと言われた。資金は（自分の）口座で管理していた」と説明しており、「気づくことができなかった」ではつじつまが合わない。
告発を行った神戸学院大学の上脇博之教授らが不起訴処分を不服として検察審査会に審査を申し立てたが、東京第2検察審査会は2025年5月15日付で「処分を覆すに足りる証拠がない」などとして不起訴相当を議決した。

## 所属団体・議員連盟
- 日本会議国会議員懇談会（政策審議副会長）
- 神道政治連盟国会議員懇談会（事務局長）
- 創生「日本」（事務局次長）
- 外国人材交流推進議員連盟
- 速やかな政策実現を求める有志議員の会
- 日本の水源林を守る議員勉強会
- マルチ商法による被害者を救済する会
- 政権構想会議
- 北朝鮮外交を慎重に進める会
- 年金制度を抜本的に考える会
- 正しい公務員制度改革を実現する会
- 生活安心保障研究会
- 資産効果で国民を豊にする議員連盟
- 消費者教育に関するワーキングチーム
- 振り込め詐欺撲滅ワーキングチーム
- これからの地域福祉のあり方に関する研究会
- 社会保険庁ヤミ専従問題対策プロジェクトチーム
- 自由民主党中央政治大学院（副学院長）

## 支援団体
- 全国たばこ販売政治連盟（組織推薦候補者）[147]
- 神道政治連盟[148]

## アナウンサー時代の出演番組
- ザ・ニュースキャスター（1993年9月-1994年9月、リポーター）[1][149]
- やじうま6（1994年10月-1996年3月、MC）[1][149]
- CNNヘッドライン（1995年10月-1996年9月、MC）[1][149]
- お昼のN天ワイド（1996年4月-1996年10月、MC）[149]
- 龍の金印→龍の福耳（1996年10月-、MC）[149]
- ANNニュース（平日昼）（1996年4月-1999年3月）[149]
- ニュースステーション（1997年4月-1998年4月）[149]
- あまから問答（1996年4月-1997年3月）[149]
- ビートたけしのTVタックル[1]
- スーパーJチャンネルANN（『ザ・激戦区!』のレポーター）[150]
- 朝まで生テレビ!（進行）[150]
- 年中夢中コンビニ宴ス（2000年10月-2001年3月）[149]
- Matthew's Best Hit TV+（準レギュラー、複数コーナー司会担当）
- 内村プロデュース（クイズの出題者・学生時代の水着姿を出題映像として放映される）
- サンデースクランブル
- 速報!甲子園への道（テレビ朝日入社前の頃、朝日放送制作版に出演）
- ALWAYS' MUSIC（BS朝日）
- News Access（BS朝日、不定期）
- 全米・全英オープンゴルフ中継[149]
- ロンドンハーツ
- 神出鬼没!タケシムケン
- わらいのじかん
- とんねるずのスポーツ王は俺だ!
- 極楽とんぼのとび蹴りゴッデス

## 同期アナウンサー
- 大下容子
- 角澤照治
- 坪井直樹

## 選挙歴
| 当落 | 選挙                     | 執行日         | 年齢 | 選挙区       | 政党       | 得票数      | 得票率 | 定数 | 得票順位 /候補者数 | 政党内比例順位 /政党当選者数 |
| ---- | ------------------------ | -------------- | ---- | ------------ | ---------- | ----------- | ------ | ---- | ------------------ | ---------------------------- |
| 当   | 第21回参議院議員通常選挙 | 2007年07月29日 | 36   | 東京都選挙区 | 自由民主党 | 69万1367票  | 11.70% | 5    | 4/20               | /                            |
| 当   | 第23回参議院議員通常選挙 | 2013年07月21日 | 42   | 東京都選挙区 | 自由民主党 | 106万4660票 | 18.88% | 5    | 1/20               | /                            |
| 当   | 第25回参議院議員通常選挙 | 2019年07月21日 | 48   | 東京都選挙区 | 自由民主党 | 114万3458票 | 19.88% | 6    | 1/20               | /                            |
| 落   | 第50回衆議院議員総選挙   | 2024年10月27日 | 53   | 東京都第7区  | 自由民主党 | 5万5848票   | 27.13% | 1    | 2/4                | /                            |